# Frankenstein, le tombeur de la fac
Pour plus de détails, voir Fiche technique et Distribution.
Frankenstein, le tombeur de la fac (ou Un amour de Frankenstein, titre du DVD ; Frankenstein: The College Years) est un téléfilm américain réalisé par Tom Shadyac et diffusé en 1991. Il s'agit d'une version humoristique et parodique du roman Frankenstein ou le Prométhée moderne de Mary Shelley.

## Synopsis
Jay et Mark, deux brillants étudiants en médecine, tombent sur les travaux de leur professeur défunt, Lippzigger, qui travaillait à la réanimation du monstre du baron Frankenstein. Les deux étudiants poursuivent son travail et réussissent à le réanimer. "Frank N. Stein" apprend à vivre comme un être normal, jusqu'à en faire tomber les filles de la fac.

## Fiche technique
- Titre : Frankenstein, le tombeur de la fac
- Titre français DVD : Un amour de Frankenstein
- Titre original : Frankenstein: The College Years
- Réalisateur : Tom Shadyac
- Scénario : Bryant Christ & John Trevor Wolff
- Musique : Joel McNeely, Jeff Charbonneau, Hank Ballard (The Twist), Gloria Skelrov & Mark Keelner (Monster Rock), Mark Keelner & Gloria Skelrov (Can't Stop Dreamin' About You) & Mr. O & Brian Fedirko (Electric & This is the Voice)
- Musique : Joel McNeely
- Photographie : Stephen C. Confer
- Montage : David Garfield
- Directeur de casting : Jeffrey Q. Newman
- Production : Robert Engelman
- Société de production : FNM Films et Spirit
- Genre : Comédie et science-fiction
- Durée : 100 minutes
- Date de première diffusion : 28 octobre 1991

## Distribution
- William Ragsdale : Jay
- Christopher Daniel Barnes : Mark
- Larry Miller : Professeur Albert Loman
- Vincent Hammond : Frankenstein, alias Frank N. Stein
- Andrea Elson : la femme à barbe
- De'voreaux White : le morceau de papier
- Patrick Richwood : Blane
- Charles D. Brown : les associés
- Macon McCalman : le monsieur
- Margaret Langrick : Pinocchio
- Beau Dreamann : Sal
- Robert V. Barron : la bête
- Richard Clements : Rutter
- Greg Grunberg : Kozlowski
- Joe Farago (en) : Anchorman
- Jason Edwards : Security Officer
- Karl Bakke : Quarterback